# 認識的民主主義
認識的民主主義（にんしきてきみんしゅしゅぎ、英語: Epistemic Democracy）とは、民主的政治実践における「真理に近づく傾向性(Truth-tracking Tendencies)」という認識的側面を民主主義の価値として強調し、これに基づいて民主主義の正当化を主張する政治哲学または政治理論のことである。

## 概要
認識的民主主義という用語は、知識や真理を探究する認識論(Epistemology)と、人民が権力を所有・行使する民主主義で構成されている。こうした交差点において、認識的民主主義は、民主的な意思決定が正しい可能性を積極的に評価し、その過程で人々が集合的に知を生産していく潜在性を肯定することを意味する。ただし、真理が何であるか、真理が政治的過程と独立して存在するか、民主主義が最も信頼できる方法か、などの問いに対しては、論者によって様々な主張が存在する。
近年では、理由と反省を伴う「話し合い」を重要視した熟議民主主義を参照する形で認識的民主主義が展開されることが多く、一般的にこの場合、認識的民主主義は、「熟議によって『正しい』価値や真理に到達できる」と論じ、民主主義の価値や正当化を訴える。特に、デューイやパースといったプラグマティズム（道具主義）の思想を、探究を軸に再構築した議論が活発となっている。

## 議論
認識的民主主義をめぐる議論として、少なくとも2つの論点がある。

### 1：民主的な意思決定は、真理に近づくことに寄与するか？
認識的民主主義は、民主的な手続きに「真理に近づく傾向性」があると提唱するため、この主張の妥当性が問題となる。言い換えれば、民主主義は政治における意思決定の認識論的な質を強化するのに役立つのか、という問いが投げかけられる。
実際、民主主義が正しい結論を生み出すという認識論的理想は、プラトン、アリストテレス、リップマン、シュンペーター、アローなど、様々な人物により、また様々な論拠によって、否定されてきた歴史をもつ。
こうした批判に加え、その内面自身が抱える問題点などを踏まえた上で、「陪審定理」「多様性が能力に勝る定理」「パース流の認識的民主主義(Peircean Epistemic Democracy)」「デューイ流の認識的民主主義(Deweyan Epistemic Democracy)」など、それぞれの民主的意思決定プロセスが、本当に正しい結論を導けるかどうかが争点となる。

### 2：認識的民主主義が重要視する「真理」や「結論の正しさ」を、民主主義の擁護や正当化の一面として認めるか？
民主主義を擁護または正当化する時、大きく2つの派閥がある。
ひとつは、手続き主義者であり、民主的意思決定プロセスが手続き的に公平であることが、民主主義を正当化すると主張する。例えば、熟議民主主義においては、民主的な議論に真理の概念を適用するのを控えるロールズの認識論的禁欲(Epistemic Abstinence)を基礎に、議論それ自体に内在的価値をおいている。よって、たとえ民主的な意思決定の結果が間違っていたとしても、人々が結論を受け容れることができるということになる。
いまひとつは、道具主義者であり、民主的意思決定プロセスとは別に、その結果が成功であることに価値を見出し、これが民主主義を正当化すると主張する。認識的民主主義者は、人々の民主的プロセスの結果生じる正しい意思決定という価値を評価する点で、こちらに分類される。ある哲学者は、大気汚染問題の例を挙げ、こうした人々の利益がかかっている社会問題に対して民主主義の取り組みを擁護するとき、公平な手続きだけに注目するならばコインを投げることと変わらないとし、民主的に意思決定された具体的な政策の成功という民主主義の道具的機能も、民主主義の正当化に重要な役割を果たすと説明する。